# قيقب كفي
القيقب الكفي نوع نباتي ينتمي إلى جنس القيقب من الفصيلة الصابونية.

## الوصف النباتي
الأوراق كفية، ومن هنا أخذ اسمه.